# Oliver Rau
Oliver Rau (geboren 21. Mai 1968 in Bremen) ist ein ehemaliger deutscher Leichtgewichtsruderer. Er wurde viermal Deutscher Meister und gewann dreimal Bronze bei Weltmeisterschaften.

## Leben

### Sportliche Karriere
Rau startete anfangs für den Bremer Ruderverein von 1882 und wechselte später zum Bremer Ruder-Club Hansa.
Im Leichtgewichts-Achter wurde Rau 1991 Zweiter der Deutschen Meisterschaft und 1992 Dritter, bevor er 1993 und 1994 die Disziplin gewinnen konnte. 1995 folgte eine weitere Silbermedaille. Im Leichtgewichts-Vierer-ohne wurde Rau 1994 und 1995 Deutscher Meister und gewann 1993 Silber. Im Leichtgewichts-Zweier ohne Steuermann wurde Rau 1992 Dritter und 1996 Zweiter.
Rau nahm erstmals 1993 an Weltmeisterschaften teil. Mit dem Deutschen Achter wurde er Vierter. Bei den Ruderweltmeisterschaften 1994 in Indianapolis gewann Rau im Vierer Bronze. Den Erfolg konnte er 1995 in Tampere wiederholen. Bei der Weltmeisterschaft 1996 startete er im Zweier an der Seite von Tobias Müller und wurde ebenfalls Dritter. 
Bei den Olympischen Sommerspielen 1996 war die Disziplin des Leichtgewichts-Vierer erstmals olympisch. Rau flog als Ersatzmann nach Atlanta.
1994 und 1995 wurde Rau als Bremer Sportler des Jahres ausgezeichnet.

### Beruf und Ehrenamt
Anfang der 1990er organisierte Rau den All German Ergo Grand Prix, die inoffiziellen deutschen Meisterschaft im Hallenrudern. Er studierte von 1992 bis 1996 an der Fachhochschule Bremen.
Von 1996 bis 2017 arbeitete Rau im Bereich Marketing und Vertrieb bei Werder Bremen, zuletzt acht Jahre als Direktor der Sparte. Er wechselte dann in die Geschäftsleitung der Stiftung Deutsche Sporthilfe, ab 2019 auch im Vorstand, zuständig für Vertrieb und Events. Seit Oktober 2021 ist Rau Geschäftsführer für Marketing und Tourismus der Wirtschaftsförderung Bremen.
Während seiner Zeit bei Werder Bremen war Rau Sprecher des Arbeitskreises Sponsoring der Deutschen Fußball Liga. 2008 übernahm er den Vorsitz der Landesgruppe Bremen der Deutschen Olympischen Gesellschaft. Zuvor war er bereits als zweiter Vorsitzender tätig. Er ist seit 2021 Mitglied des Ehrenrats von Werder Bremen.

### Privates
Rau ist verheiratet mit der Ruder-Olympiasiegerin Jana Sorgers. Das Paar hat Zwillingstöchter.